# Ryan Destiny
Ryan Destiny Irons (Detroit, 8 gennaio 1995) è una cantautrice, attrice, ballerina e modella statunitense.

## Biografia
Ryan Destiny Iron nasce a Detroit l’8 gennaio 1995 da genitori afroamericani. 

### Carriera

#### Musica
Nel 2011, Destiny ha firmato un contratto con un’etichetta locale nel Michigan e inizia a prendere lezioni di danza e di canto. Dopo aver pubblicato il suo singolo Can I, Ryan Destiny firma un contratto con la Capitol Records. Nel 2016 annuncia di star lavorando al suo EP di debutto.

#### Recitazione
Ryan Destiny ha debuttato da attrice nel 2011 facendo da comparsa nella web-serie The Wannabes starring Savvy. Nel 2013 ottiene un ruolo ricorrente nella serie Low Winter Sun interpretando April. Nel 2015 è protagonista del film drammatico indipendente A Girl Like Grace. Ottiene la fama internazionale nel 2016 come co-protagonista nella serie musicale Star nel ruolo di Alexandra Crane.

## Stile e influenze musicali
Le sue influenze musicali spaziano da Michael Jackson a Prince a Freddie Mercury.

## Filmografia
- Low Winter Sun – serie TV, 5 episodi (2013)
- Star – serie TV, 48 episodi (2016–2019)
- Grown-ish – serie TV (2020)

## Doppiatrici italiane
- Lucrezia Marricchi in Star